# Baer & Rempel

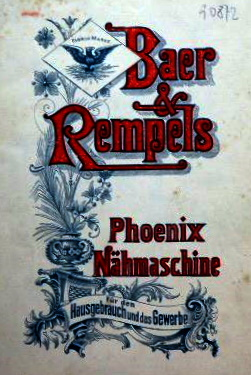
Anzeige, um 1900

Baer & Rempel war ein deutsches Unternehmen in Bielefeld, das 1865 gegründet wurde und ab 1934 als Aktiengesellschaft unter der Firma Phoenix Nähmaschinen-AG Baer & Rempel Nähmaschinen produzierte.

## Geschichte

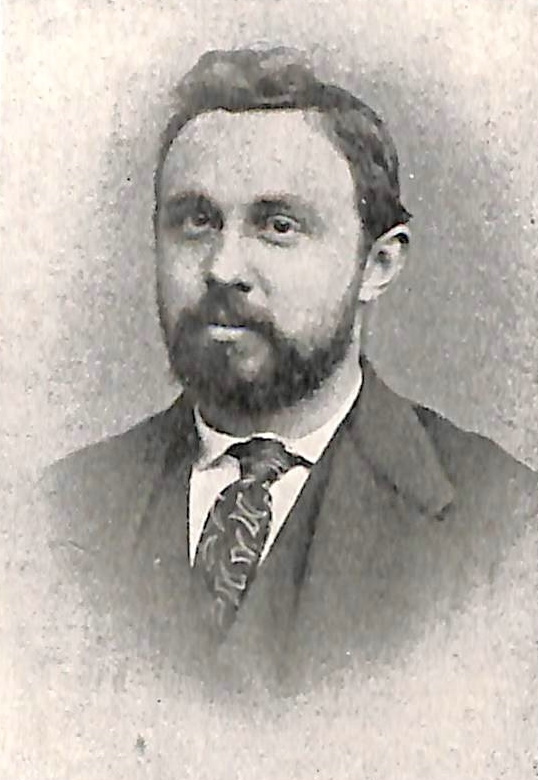
Carl Baer

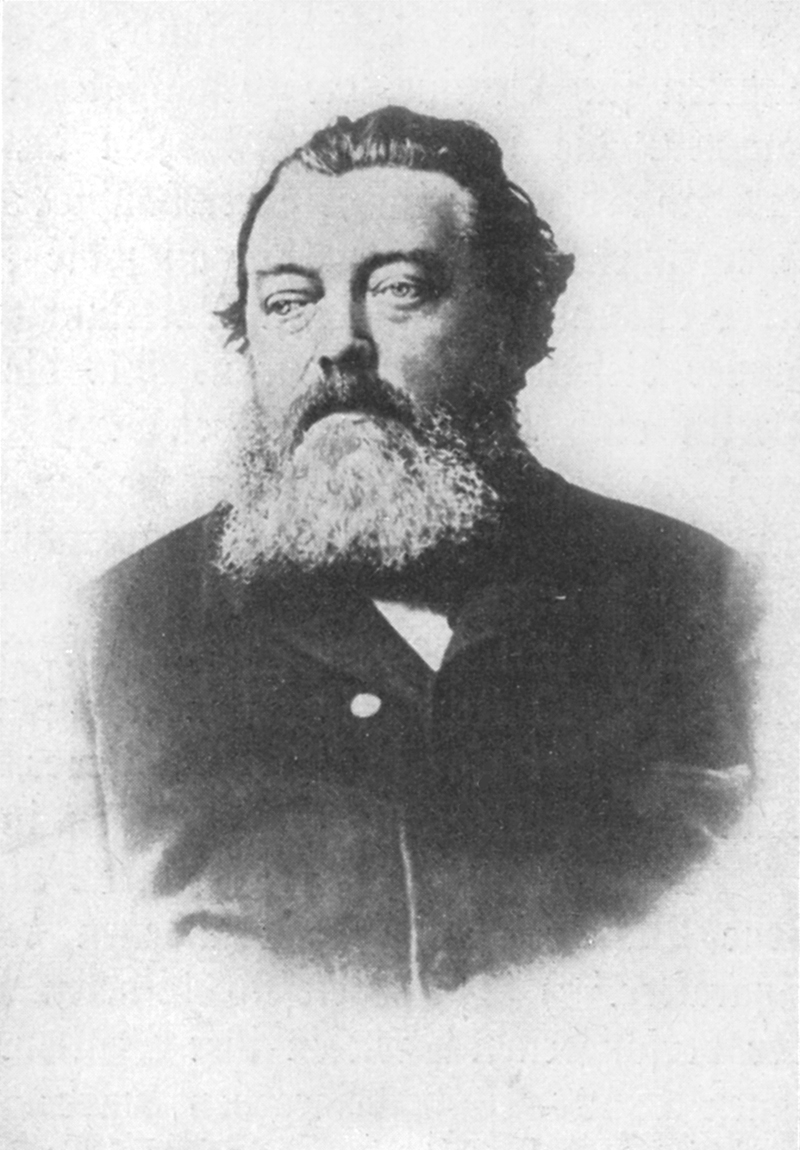
Rudolf Rempel

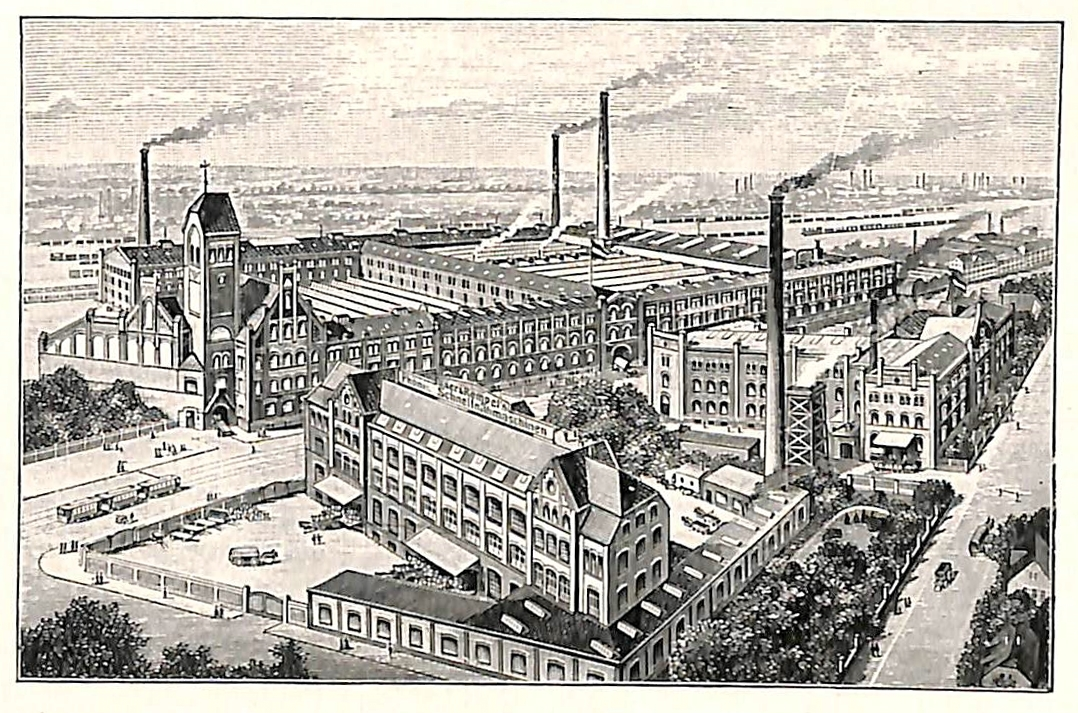
Fabrikanlage, um 1913

Am 27. Juni	1865 gründeten Carl Baer (* 1833 in Sonnenburg (Neumark); † 1910 in Stuttgart) und Rudolf Rempel (* 31. Mai 1815 in Bielefeld; † 28. August 1868 in Bad Kissingen) die Nähmaschinenfabrik Baer & Rempel, die im Folgejahr ins Bielefelder Handelsregister eingetragen wurde. Bereits zur Jahreswende 1860/1861 hatte Carl Baer zusammen mit Heinrich Koch die erste Bielefelder Nähmaschinenfabrik unter der Firma C. Baer & Koch gegründet, war aber Anfang 1865 aus dem Unternehmen ausgeschieden. Das Unternehmen Baer & Rempel produzierte zunächst Zylinder- und Arm-Maschinen nach den Patenten des US-amerikanischen Unternehmens Wheeler & Wilson. Im ersten Produktionsjahr stieg die Zahl der Mitarbeiter auf 60 mit einer wöchentlichen Produktion von 12–20 Maschinen.
Am 28. August 1868 starb Rudolf Rempel während eines Kuraufenthalts in Bad Kissingen. Seine ältesten Söhne Hugo und Max traten in das Unternehmen ein, das inzwischen mit ca. 125 Beschäftigten etwa 3500 Nähmaschinen im Jahr produzierte. Nach Meinungsverschiedenheiten verließ jedoch Hugo Rempel das Unternehmen und zog nach Bremen. Im Frühjahr 1879 zerstörte ein Großfeuer die Fabrik fast vollständig. Auch Carl Baer, gesundheitlich angeschlagen, verließ daraufhin resigniert das Unternehmen und ging in den Ruhestand. Hugo Rempel kehrte zurück und kümmerte sich mit Hilfe des Bankiers Osthoff um den Wiederaufbau.
1880 wurde die Phoenix A, ein Lizenz-Nachbau der Wheeler & Wilson Nr. 8, ins Programm aufgenommen. Zum 1. Januar 1882 wurde als Markenzeichen das Bild eines Phönix mit ausgebreiteten Schwingen über loderndem Feuer angemeldet. Unter der Bezeichnung Phoenix B wurde ein weiteres Modell von Wheeler & Wilson nachgebaut. Mit der Phoenix C kam die erste Eigenentwicklung ins Sortiment. 1884 trat Matthäus Schleicher in das Unternehmen ein und stieg bald darauf zum Konstrukteur und Betriebsleiter auf. 1886 bauten ca. 140 Beschäftigte etwa 5500 Nähmaschinen.
Am 21. Juli	1887 starb Max Rempel im Alter von nur 42 Jahren. Die kaufmännische Leitung wurde daraufhin von Wilhelm Modersohn übernommen. 1888 wurde die von Schleicher entwickelte Phoenix D auf der Kraft- und Arbeitsmaschinenausstellung in München vorgestellt. 1890 nahm Baer & Rempel die Schwingschiff-Nähmaschine Teutonia ins Programm. Am 28. April 1892 wurde die 125000. Nähmaschine hergestellt, das Unternehmen hatte nun ca. 270 Mitarbeiter.
1897 wurde die Produktion von Fahrrädern begonnen, die unter der Marke Planet vertrieben wurden. Dieser Geschäftszweig hatte allerdings keinen Erfolg und wurde 1905 wieder eingestellt.
1909 wurde Ferdinand Rempel nach zwei Jahren im Betrieb Prokurist und stellvertretender Betriebsleiter. Bis 1914 erfolgte eine stetige Steigerung der Produktion auf 60.000 Nähmaschinen im Jahresdurchschnitt mit 850 Mitarbeitern.
Am 9. Juni 1934	wurde das Unternehmen unter der Firma Phoenix Nähmaschinen-AG Baer & Rempel in eine Aktiengesellschaft umgewandelt. Direktoren waren Sudeck, Schwalb und Ferdinand Rempel. 1939 erfolgte der Bau einer Dampfzentrale nach Planung des Architekten Heinrich Bartmann. Dieser plante ab 1942 auch eine durchgreifende Erneuerung des Werks, die jedoch aufgrund des Zweiten Weltkrieges nicht mehr ausgeführt werden konnte. Bei den Luftangriffen auf Bielefeld am 30. September, 29. Oktober und 4. Dezember 1944 wurden große Teile der Nähmaschinenfabrik zerstört. Nach Kriegsende wurde bereits 1945 die Nähmaschinenfertigung wieder aufgenommen, und schon 1952 ein dem Vorkriegszustand ähnlicher Fertigungsumfang erreicht.
Im Dezember	1958 erwarben die Bielefelder Anker-Werke die Aktienmehrheit der Phoenix, zehn Jahre später stellten sie die Nähmaschinenproduktion ein.

## Nähmaschinenmodelle
| Modellname                                      | Produktionszeitraum                           | Nahttyp (Geradstich, Zickzack, Overlock, Kettenstich) | Anwendung (Stoff, Leder) | Maschinengröße (Klein, Mittel, Groß) | Spulentyp (Ohne, Rundgreifer, Schwingschiff, Zentralspule CB) | Nadelsystem     | Bemerkungen                                                  |
| ----------------------------------------------- | --------------------------------------------- | ----------------------------------------------------- | ------------------------ | ------------------------------------ | ------------------------------------------------------------- | --------------- | ------------------------------------------------------------ |
| Nr. 1                                           | 1866–1892                                     | G                                                     | S                        | K                                    | R                                                             | 370?            | Lizenz Wheeler & Wilson Nr. 1                                |
| Nr. 2                                           | 1866 – ?                                      | G                                                     | S                        | M                                    | R                                                             | 370?            | Lizenz Wheeler & Wilson                                      |
| Nr. 4                                           | 1866 – ?                                      | G                                                     | S                        | G                                    | O                                                             | 370?            | Entwicklung Baer & Koch                                      |
| Nr. 5                                           | 1866 – ?                                      | G                                                     | S                        | G                                    | O                                                             | 370?            | Entwicklung Baer & Koch                                      |
| Westphalia                                      | 1868–1870                                     | G                                                     | S                        | K                                    | R                                                             | 370?            | Lizenz Wheeler & Wilson Nr. 1, Abwandlung                    |
| Säulenmaschine                                  | 1876–1879                                     | G                                                     | L                        | G                                    | O                                                             | 370?            |                                                              |
| Phoenix A                                       | 1880–1890                                     | G                                                     | S                        | K                                    | R                                                             | 370             | Lizenz Wheeler & Wilson Nr. 8                                |
| Phoenix B                                       | 1882–1888                                     | G                                                     | S                        | G                                    | R                                                             | 370             | Lizenz Wheeler & Wilson Nr. 10                               |
| Phoenix C                                       | 1883–1892                                     | G                                                     | S                        | M                                    | R                                                             | 370             | Entwicklung Baer & Rempel                                    |
| Phoenix D / Klasse 6                            | 1888–1918 / 1918–1944                         | G                                                     | S                        | M                                    | R                                                             | 287             |                                                              |
| Phoenix E / Klasse 7                            | 1890–1918 / 1918–1944                         | G                                                     | S                        | G                                    | R                                                             | 287             |                                                              |
| Teutonia A / Phoenix O / Klasse 11 / Klasse 111 | 1890–1909 / 1909–1918 / 1918–1944 / 1951–1968 | G                                                     | S                        | K                                    | S                                                             | 705             |                                                              |
| Phoenix F / Klasse 8 / Klasse 208 / Klasse 308  | 1891–1910 / 1918–1944                         | G                                                     | S                        | M                                    | R                                                             | 287             |                                                              |
| Teutonia B / Phoenix P / Klasse 10              | 1891–1909 / 1909–1918 / 1918–1944             | G                                                     | S                        | M                                    | S                                                             | 705             |                                                              |
| Phoenix G                                       | 1894–1910                                     | G                                                     | S                        | M                                    | R                                                             | 287             |                                                              |
| Phoenix J                                       | 1895–1910                                     | G                                                     | S                        | M                                    | R                                                             | 287             |                                                              |
| Phoenix H                                       | 1898–1918                                     | G                                                     | S                        | M                                    | R                                                             | 287             |                                                              |
| Phoenix L                                       | 1900–1918                                     | G                                                     | S                        | K                                    | R                                                             | 287             |                                                              |
| Phoenix M / Klasse 12                           | 1902–1918 / 1918–1944                         | G                                                     | S                        | M                                    | R                                                             | 287             |                                                              |
| Phoenix N / Klasse 14                           | 1904–1918                                     | G                                                     | S                        | G                                    | R                                                             | 287             |                                                              |
| Phoenix DD                                      | 1905–1934                                     | G                                                     | S                        | M                                    | R                                                             | 287             |                                                              |
| Phoenix MM / Klasse 16                          | 1906–1949                                     | G                                                     | S                        | M                                    | R                                                             | 75 A, 562       | Viele verschiedene Varianten für Spezialanwendungen          |
| Phoenix FF                                      | 1906–1934                                     | G                                                     | S                        | K                                    | R                                                             | 287             |                                                              |
| Phoenix LL                                      | 1907–1915                                     | G                                                     | S                        | K                                    | R                                                             | 287             |                                                              |
| Phoenix EE                                      | 1910–1926                                     | G                                                     | S                        | G                                    | R                                                             | 287             |                                                              |
| Teutonia C / Phoenix Q / Klasse 9               | 1910–1918 / 1918–1944                         | G                                                     | S                        | G                                    | S                                                             | 705             |                                                              |
| Phoenix K                                       | ?                                             | G                                                     | S                        | G                                    | R                                                             | 287             |                                                              |
| Phoenix R / Klasse 3 / 203 / 303                | 1911–1934                                     | G                                                     | S                        | G                                    | Z                                                             | 373             | Viele verschiedene Varianten für Spezialanwendungen          |
| Phoenix S / Klasse 4                            | 1912–1921                                     | G                                                     | S                        | M                                    | Z                                                             | 373             |                                                              |
| Phoenix MB / Klasse 13                          | 1913–1921 / 1921–1944                         | G                                                     | S                        | M                                    | R                                                             | 287             |                                                              |
| Phoenix NB / Klasse 15                          | 1913–1921                                     | G                                                     | S                        | G                                    | R                                                             | 287             |                                                              |
| Phoenix MMF / Klasse 17                         | 1915–1918 / 1918–1944                         | G                                                     | S                        | M                                    | R                                                             | 75 A            |                                                              |
| Phoenix U / Klasse 5                            | 1921–1944                                     | G                                                     | S                        | K                                    | Z                                                             | 373             |                                                              |
| Phoenix V / Klasse 24                           | 1928–1944                                     | G                                                     | S                        | K                                    | R                                                             | 1695            |                                                              |
| Phoenix T / Klasse 22                           | 1926–1944                                     | G                                                     | S                        | K                                    | R                                                             | 1695            |                                                              |
| Phoenix TT / Klasse 25                          | 1927–1944                                     | G                                                     | S                        | M                                    | R                                                             | 1695            | Wie T, 22 aber ohne Brillengreifer                           |
| Phoenix X / Klasse 26                           | 1928–1944                                     | G                                                     | S                        | G                                    | R                                                             | 1695            |                                                              |
| Phoenix Klasse 27                               | 1928–1944                                     | G                                                     | S                        | K                                    | R                                                             | 1910            |                                                              |
| Phoenix Klasse 28/228                           | 1928–1944                                     | G                                                     | S                        | K                                    | R                                                             | 1910            |                                                              |
| Phoenix Klasse 19                               | 1927–1944                                     | G                                                     | S                        | M                                    | R                                                             | 1645            | Viele verschiedene Varianten für Spezialanwendungen          |
| Phoenix Klasse 20                               | 1934–1944                                     | G                                                     | S                        | M                                    | R                                                             | 287             | Viele verschiedene Varianten für Spezialanwendungen          |
| Phoenix Klasse 21                               | 1925–1944                                     | G                                                     | S                        | M                                    | R                                                             | 727 F           | Viele verschiedene Varianten für Spezialanwendungen          |
| Phoenix Klasse 23                               | 1925–1944                                     | G, Z                                                  | S                        | M                                    | R                                                             | 1844            | Viele verschiedene Varianten für Spezialanwendungen          |
| Phoenix Klasse 29/229/329/429                   | 1932–1944                                     | G, Z                                                  | S                        | K                                    | R                                                             | 1910            | Viele verschiedene Varianten für Spezialanwendungen          |
| Phoenix ZZ / Klasse 30/100                      | 1912–1944                                     | G                                                     | S                        | M                                    | Z                                                             | 287 F           | Viele verschiedene Varianten für Spezialanwendungen          |
| Phoenix Klasse 32                               | 1938–1944                                     | G                                                     | S                        | M                                    | R                                                             | 1910            | Biesen-Nähmaschine                                           |
| Phoenix Klasse 36                               | 1935–1944                                     | G                                                     | S                        | G                                    | R                                                             | 1910            |                                                              |
| Phoenix Klasse 38                               | 1936–1944                                     | G                                                     | S                        | M                                    | R                                                             | 1910            | Viele verschiedene Varianten für Spezialanwendungen          |
| Phoenix Klasse 39                               | 1936–1944                                     | G, Z                                                  | S                        | M                                    | R                                                             | 1910            | Viele verschiedene Varianten für Spezialanwendungen          |
| Phoenix Klasse 49                               | 1934–1944                                     | G, Z                                                  | S                        | G                                    | R                                                             | 1910            | Viele verschiedene Varianten für Spezialanwendungen          |
| Phoenix Klasse 50/250/350                       | 1929–1944                                     | G                                                     | S                        | K                                    | Z                                                             | 705             |                                                              |
| Phoenix Klasse 56                               | 1940–1944                                     | G                                                     | S                        | G                                    | R                                                             | 1738            |                                                              |
| Phoenix Klasse 70                               | 1936–1944                                     | G                                                     | S                        | G                                    | Z                                                             | 373             |                                                              |
| Phoenix Klasse 81/281/381                       | 1934–1944                                     | G, Z                                                  | S                        | K                                    | R                                                             | 287             |                                                              |
| Phoenix Klasse 82                               | 1948–1968                                     | G, Z                                                  | S                        | K                                    | R                                                             | 1738, 287 WH    | Ausführung 82-20 mit Wäscheknopfloch-Einrichtung             |
| Phoenix Klasse 104                              | 1936–1944                                     | G                                                     | S                        | G                                    | R                                                             | 328             | Viele verschiedene Varianten für Spezialanwendungen          |
| Phoenix Klasse 105                              | 1936–1944                                     | G                                                     | L                        | M                                    | R                                                             | 328             | Arm-Nähmaschine; viele verschiedene Varianten                |
| Phoenix Klasse 106                              | 1936–1944                                     | G                                                     | L                        | G                                    | R                                                             | 328             | Säulen-Nähmaschine                                           |
| Phoenix Klasse 107                              | 1936–1944                                     | G                                                     | L                        | K                                    | R                                                             | 328             | Säulen-Nähmaschine                                           |
| Phoenix Klasse 109                              | 1936–1944                                     | G                                                     | S                        | G                                    | R                                                             | 287 WK          | Stickmaschine; viele verschiedene Varianten                  |
| Phoenix Klasse 120                              | 1936–1944                                     | G                                                     | S                        | G                                    | R                                                             | 794, 1000, 1001 | Viele verschiedene Varianten für Spezialanwendungen          |
| Phoenix Klasse 130                              | 1936–1944                                     | G                                                     | L                        | G                                    | R                                                             | 332             | Zylinder-Nähmaschine; viele verschiedene Varianten           |
| Phoenix Klasse 141/142/143/144                  | 1936–1944                                     | G                                                     | S                        | G                                    | R                                                             | 794             | Langarm-Nähmaschine mit einer oder zwei Nadeln               |
| Phoenix Klasse 146                              | 1936–1944                                     | G                                                     | S                        | G                                    | R                                                             | 797             | Stickmaschine für Rundlöcher                                 |
| Phoenix Klasse 147                              | 1936–1944                                     | G                                                     | S                        | G                                    | R                                                             | 287 F           | Feston-Stickmaschine                                         |
| Phoenix Klasse 148                              | 1936–1944                                     | G                                                     | L                        | G                                    | R                                                             | 563             | Rechtsarm-Zylinder-Nähmaschine; viele verschiedene Varianten |
| Phoenix Klasse 149                              | 1936–1944                                     | G                                                     | L                        | M                                    | R                                                             | 563             | Linksarm-Zylinder-Nähmaschine; viele verschiedene Varianten  |
| Phoenix Klasse 164                              | 1936–1944                                     | G                                                     | S,L                      | M                                    | R                                                             | 328             | Flach-Nähmaschine; viele verschiedene Varianten              |
| Phoenix Klasse 165                              | 1936–1944                                     | G                                                     | S,L                      | M                                    | R                                                             | 328             | Arm-Nähmaschine; viele verschiedene Varianten                |
| Phoenix Klasse 166                              | 1936–1944                                     | Z                                                     | S,L                      | M                                    | R                                                             | 328             | Flach-Nähmaschine; viele verschiedene Varianten              |
| Phoenix Klasse 175                              | 1936–1944                                     | K                                                     | S                        | M                                    | R                                                             | 759             | Kettenstich-Nähmaschine für Färbereien                       |
| Phoenix Klasse 181/182/183                      | 1936–1944                                     | O                                                     | S                        | M                                    | O                                                             | 621, 1886, 1373 | Viele verschiedene Varianten für Spezialanwendungen          |
| Phoenix Klasse 225/325                          | 1939–1944 / 1952–1968                         | G                                                     | S                        | M                                    | R                                                             | 1910            |                                                              |
| Phoenix Klasse 226/326                          | 1939–1944 / 1952–1968                         | G                                                     | S                        | G                                    | R                                                             | 1695            | Viele verschiedene Varianten für Spezialanwendungen          |
| Phoenix Klasse 236/336                          | 1939–1944 / 1952–1968                         | G                                                     | S                        | G                                    | R                                                             | 1738            |                                                              |
| Phoenix Klasse 249                              | 1941–1944                                     | G, Z                                                  | S                        | G                                    | R                                                             | 1738, 287 WH    | Viele verschiedene Varianten für Spezialanwendungen          |
| Phoenix Klasse 250                              | 1952–1968                                     | G                                                     | S                        | K                                    | Z                                                             | 705             |                                                              |
| APHA                                            | 1951–1968                                     | G                                                     | S                        | K                                    | R                                                             | 705             | Koffer-Nähmaschine                                           |
| Phoenix Klasse 280                              | 1958–1968                                     | G                                                     | S                        | K                                    | R                                                             | 1738, 287 WH    | Alternative Ausführung F mit Freiarm                         |
| Phoenix Klasse 282/283                          | 1954–1968                                     | G, Z                                                  | S                        | M                                    | R                                                             | 1738, 287 WH    | Alternative Ausführung F mit Freiarm                         |
| Phoenix Klasse 284                              | 1954–1968                                     | G, Z                                                  | S                        | K                                    | R                                                             | 1128            | Platt- und Lochstickmaschine                                 |
| Phoenix Klasse 286/287                          | 1954–1968                                     | G, Z                                                  | S                        | K                                    | R                                                             | 1738, 287 WH    | Freiarm-Nähmaschine                                          |
| Phoenix Duplomatic Klasse 288                   | 1958–1968                                     | G                                                     | S                        | M                                    | R                                                             | 1738, 287 WH?   | Alternative Ausführung F mit Freiarm                         |
| Phoenix Klasse 322                              | 1952–1968                                     | G                                                     | S                        | M                                    | R                                                             | 1738, 287 WH?   |                                                              |
| Phoenix Klasse 325                              | 1952–1968                                     | G                                                     | S                        | M                                    | R                                                             | 1738, 1728      | Viele verschiedene Varianten für Spezialanwendungen          |
| Phoenix Klasse 335/336                          | 1952–1968                                     | G                                                     | S                        | G                                    | R                                                             | 1738            | Viele verschiedene Varianten für Spezialanwendungen          |
| Phoenix Klasse 350                              | 1955–1968                                     | G                                                     | S                        | M                                    | R?                                                            | 705             |                                                              |
| Phoenix Klasse 381                              | 1952–1968                                     | G, Z                                                  | S                        | G                                    | R                                                             | 1738, 287 WH?   |                                                              |
| Phoenix Klasse 382                              | 1959–1968                                     | G, Z                                                  | S                        | M                                    | R                                                             | 705             |                                                              |
| Phoenix Klasse 383                              | 1959–1968                                     | G, Z                                                  | S                        | M                                    | R                                                             | 1738, 287 WH    |                                                              |
| Phoenix Klasse 388                              | 1959–1968                                     | G, Z                                                  | S                        | M                                    | R                                                             | 1738, 287 WH    |                                                              |
| Phoenix Klasse 429                              | 1952–1968                                     | G, Z                                                  | S                        | M                                    | R                                                             | 1738, 287 WH    |                                                              |
| Phoenix Klasse 435                              | 1958–1968                                     | G                                                     | S                        | G                                    | R                                                             | 1738, 287 WH?   |                                                              |
| Phoenix Klasse 436 – Klasse 466                 | 1958–1968?                                    | G                                                     | S                        | G                                    | R?                                                            | 1738, 287 WH    |                                                              |
| Anker-Phoenix Celerta-Nova                      | 1959–1968                                     | G                                                     | S                        | M                                    | R?                                                            | 1738, 287 WH?   |                                                              |
| Gloria                                          | 1960–1968                                     | G                                                     | S                        | K                                    | R                                                             | 1738, 287 WH?   |                                                              |
| Gloria Automatic                                | 1963–1968                                     | G                                                     | S                        | K                                    | R?                                                            | 1738, 287 WH?   | Alternative Ausführung F mit Freiarm                         |
| Phoenix Universal 482                           | 1963–1968                                     | G, Z                                                  | S                        | M                                    | R                                                             | 1738, 287 WH?   |                                                              |
| Phoenix Duplomatic 488                          | 1963–1968                                     | G                                                     | S                        | M                                    | R?                                                            | 1738, 287 WH?   |                                                              |
| Anker-Phoenix Celerta ZZ                        | 1964–1968                                     | G, Z                                                  | S                        | M                                    | R?                                                            | 705             |                                                              |

Im Jahr 1918 wurde die Benennung von alphanumerisch auf numerisch geändert. Viele Modelle wurden mit kleineren Änderungen über mehrere Jahrzehnte hergestellt.

## Seriennummern
| Jahr      | Letzte Seriennummer                               |
| --------- | ------------------------------------------------- |
| 1880      | 65.000                                            |
| 1892      | 125.000                                           |
| 1900      | 280.000                                           |
| 1905      | 460.000                                           |
| 1910      | 630.000                                           |
| 1914      | 830.000                                           |
| 1917      | 905.000                                           |
| 1922      | 1.000.000                                         |
| 1930      | 1.240.000                                         |
| 1934      | 1.400.000                                         |
| ca. 1935  | Neue Seriennumernsequenz beginnend mit „B“-Präfix |
| 1938      | B160.000                                          |
| 1945      | B300.000                                          |
| 1946/1947 | Keine Produktion                                  |
| 1957      | B600.000                                          |
| 1968      | B1.000.000                                        |

Anhand der Seriennummern können die ungefähren Produktionsmengen abgeschätzt werden.